# Nålegga
Die Nålegga (norwegisch für Nadelgrat) ist ein schmaler und 2245 m hoher Gebirgskamm im ostantarktischen Königin-Maud-Land. Sie markiert das nördliche Ende der Seilkopfberge im Borg-Massiv der Maudheimvidda.
Norwegische Kartografen benannten sie und kartierten sie anhand von Luftaufnahmen und Vermessungen der Norwegisch-Britisch-Schwedischen Antarktisexpedition (1949–1952).